# Gerlachs park
Gerlachs park är en park belägen i stadsdelen Kirseberg i Malmö. Intill finns Östervärns station och Garnisonsplanteringen, även kallad Tjyvaparken.
Parken tillkom 1879 och namngavs 1908 efter Oscar Gerlach, ingenjör hos drätselkammaren i Malmö.